# Marcus Daly
Marcus Daly (5 dicembre 1841 – 12 novembre 1900) è stato un imprenditore irlandese naturalizzato statunitense noto come "il re del rame".
Dopo essere emigrato dall'Irlanda agli Stati Uniti all'età di quindici anni sbarcando a New York, costruì la sua fortuna come proprietario di una miniera di rame nello stato del Montana dal nome di Anaconda comprata nel 1881 in società con George Hearst (padre di William Randolph Hearst), James B. Haggin e Lloyd Tevis di San Francisco. Da questa miniera nacque la multinazionale Anaconda Copper Mining Company.
Parte dei ricavati furono investiti in un allevamento di cavalli da cui uscì anche Tammany, considerato all'epoca il cavallo più veloce del mondo.

## Nella cultura di massa
- Le vicende riguardanti la sua fortuna in rame vengono narrate nella storia Il re di Copper Hill della Saga di Paperon de' Paperoni. Verso la fine del racconto stesso si scoprirà che parte del filone di rame della Miniera dell'Anaconda appartiene a Paperon de' Paperoni e Howard Rockerduck; tuttavia, per varie vicende familiari, il papero è stato costretto a rinunciare alla proprietà e a tornarsene in Scozia.